# Dendropsophus phlebodes
Espèce
Synonymes
- Hyla phlebodes Stejneger, 1906

Statut de conservation UICN

 LC  : Préoccupation mineure
Dendropsophus phlebodes est une espèce d'amphibiens de la famille des Hylidae.

## Répartition
Cette espèce se rencontre entre 20 et 620 m d'altitude au sud du Nicaragua, au Costa Rica, au Panamá et en Colombie dans les départements de Chocó, d'Antioquia et de Córdoba,.

## Publication originale
- Stejneger, 1906 : A new tree toad from Costa Rica. Proceedings of the United States National Museum, vol. 30, p. 817-818 (texte intégral).